# Yakhnich Motorsport
Yakhnich Motorsport – российская команда по шоссейно-кольцевым мотогонкам, Чемпион Мира Superbike World Championship в классе Supersport. В 2013 года пилот команды Yakhnich Motorsport, британский гонщик Sam Lowes стал сильнейшим в классе Суперспорт. В составе команды выступали топ-пилоты WSS – россиянин Владимир Леонов, британец Сэм Лоус, француз Жюль Клузель, в SBK - итальянец Клаудио Корти. Кроме того, с 2012 года цвета команды защищал молодой гонщик Дакота Мамола, и россияне Сергей Власов, Максим Киселев и Давид Леонов.

## История
Команда Yakhnich Motorsport родилась в 2007 году как женский гоночный коллектив, в составе которого выступали две российский пилотессы – Надежда Яхнич и Наталия Любимова. Наряду с выступлениями в национальном чемпионате России по шоссейно-кольцевым мотогонкам (ШКМГ), команда сразу начала пробовать свои силы в самых престижных европейских соревнованиях   – чемпионате Италии CIV и Кубке Европы.
В 2011 году состав команды расширился и усилился тремя профессиональными гонщиками – Владимиром Леоновым, имеющим опыт выступления в классе Moto2 серии MotoGP и классе Stock600 серии WSBK, Сергеем Власовым, выигравшим Кубок России 2010 года, в классе Stock 600 и Максимом Киселевым, чемпионом России в классе Superbike. В сезоне 2011 года Владимир и Сергей показали себя сильными бойцами в престижном европейском первенстве - чемпионате Италии CIV и Trofeo R6 Cup. А Максим Киселев боролся за титул в категории Superbike Чемпионата России по ШКМГ. В итоге сезона Владимир Леонов заработал бронзовую награду чемпионата и провел великолепную гонку по системе wild card на заключительном этапе WSBK, где вошел в Топ-10 быстрейших мотогонщиков мира класса World Supersport. А также стал первым победителем в европейском кубке Coppa Dei Due Paesi.
В своем дебютном в WSBK 2012 года сезоне российская команда Yakhnich Motorsport, ведомая Владимиром Леоновым заработала два подиума, один из которых в голландском Ассене и второй на домашнем первом в истории российском этапе World Superbike, прошедшем на подмосковном гоночном треке Moscow Raceway.
К сезону 2013 года Yakhnich Motorsport подошла во всеоружии. Состав команды усилился Сэмом Лоусом – британским гонщиком, заработавшим «бронзу» мирового Суперспорта по итогам 2012 года. Кроме того, с 2012 г в команда  полным ходом вела работу над созданием конкурентоспособного двигателя для мотоцикла Yamaha R6, результатом которой стал Чемпионский титул в классе Суперспорт Чемпионата Мира по Супербайку.
В 2014 году Yakhnich Motorsport стал заводским проектом MV Agusta. В составе команды выступали россиянин Владимир Леонов, французский пилот Жюль Клузель и итальянец Клаудио Кореи.↵В 2015 году Yakhnich Motorsport вместе со своим пилотом Клаудио Корти выиграл одноэтапную гонку - Кубок Губернатора Московской Области. Кубок Губернатор Московской области - это международное соревнование по шоссейное-кольцевым мотогонкам, которое проводится под эгидой FIM Europe при поддержке Правительства Московской области.

## Руководители команды

### Клаудио Корсетти
С 2007 по 2014 года являлся генеральным директором команды.

### Наталия Любимова
С 2007 года является директором команды.

## Пилоты

### Владимир Леонов – гонщик World Supersport
- 2005 г. - 2 место, класс SS400, Чемпионат России по ШКМГ
- 2008 г. - 7 место, класс Supersport, Чемпионат Германии IDM
- 2011 г. - 3 место, класс Stock 600, Чемпионат Италии CIV
- 2011 г. - 1 место, европейский кубок Coppa Dei Due Paesi
- 2012 г. - Два подиумa в Чемпионате мира по Супербайку, класс Supersport (Assen - 3 место, Moscow - 3 место)
- 2013 г. - Два подиума в Чемпионате мира по Супербаку, класс Supersport (Imola - 3 место)

### Сэм Лоус (Sam Lowes) – гонщик World Supersport
Пилот команды в 2013 г.
- 2006 г. – 4 место, класс 125c, Британский Чемпионат
- 2007 г. – Британский Чемпионат, класс Supersport
- 2008 г. -  Европейский Чемпионат, класс Superstock 600
- 2009 г. – Британский Чемпионат, класс Supersport
- 2010 г. – Британский Чемпионат, класс Supersport
- 2011 г. – 6 подиумов в Чемпионате мира по Супербайку, класс Supersport
- 2012 г. – 3 место, класс Supersport, Чемпионат Мира WSBK
- 2013 г. - Чемпион Мира, класс Supersport, Чемпионат мира WSBK

### Дакота Мамола (Dakota Mamola) – гонщик Stock 600
Пилот команды в 2012-2013 гг.
- 2010 г.  – Дакота присоединяется к команде KRP, которая поддерживается известным пилотом из класса 125gp британцем Брэдли Смитом
- 2012 г. -  Дакота Мамола присоединяется к команде Yakhnich Motorsport. Свой дебютный сезон в российской команде молодой пилот начинает с выступления в классе Stock600 чемпионата Италии CIV и участия в «Кубке двух стран» - Coppa dei due Paesi
- 2012 г. - 2 место в европейском кубке Coppa dei Due Paesi
- 2013 г. - 1 место в европейском кубке Cup of Nations, Москва

### Жюль Клузель (Jules Cluzel) - гонщик World Supersport
Пилот команды в 2014 г.
- 2014 г. - 2 место, класс Supersport, Чемпионат мира WSBK
- 2013 г. - 10 место, класс Superbike, Чемпионат мира WSBK
- 2012 г. - 2 место, класс Supersport, Чемпионат мира WSBK
- 2011 г. - 20 место, класс Moto 2, Чемпионат Мира  MotoGP
- 2010 г. - 7 место, класс Moto 2, Чемпионат Мира  MotoGP
- 2009 г. - 12 место, класс 250 cc, Чемпионат мира MotoGP
- 2008 г. - принял участие в классе 125 cc, Чемпионат мира MotoGP
- 2007 г. - 21 место, класс 250 cc, Чемпионат мира MotoGP
- 2006 г. - 20 место, класс 250 cc, Чемпионат мира MotoGP
- 2005 г. - 2 место, класс 125 сс, Чемпионат Франции
- 2004 г. -  3 место, юниорский кубок Франции

### Клаудио Корти (Claudio Corti) - гонщик World Superbike
Пилот команды в 2014-2015 гг.
- 2015 г. - победитель Кубка Губернатора Московской области
- 2014 г. - 17 место, класс Superbike, Чемпионат мира WSBK
- 2013 г. - 19 место, MotoGP
- 2012 г. - 14 место, класс Moto 2, Чемпионат Мира MotoGP
- 2011 г. - 25 место, класс Moto 2, Чемпионат Мира  MotoGP
- 2010 г. - 25 место, класс Moto 2, Чемпионат Мира  MotoGP
- 2009 г. - 2 место, класс Stock 1000, Чемпионат мира WSBK
- 2008 г. - 2 место, класс Stock 1000, Чемпионат мира WSBK
- 2007 г. - 2 место, класс Stock 1000, Чемпионат мира WSBK
- 2006 г. - 2 место, класс Stock 1000, Чемпионат мира WSBK
- 2005 г. - 1 место, класс Stock 600, Чемпионат мира WSBK

### Максим Киселев
Пилот команды в 2011 г.
- 2001 г. - Чемпион Кубка Восточной Европы, класс SBK
- 2002 г. - Чемпион России, класс SBK
- 2011 г. - Вице-чемпион России, класс SBK
- 2011 г. - участник европейского кубка Coppa Dei Due Paesi

### Сергей Власов
Пилот команды в 2011-2012 г.
- 2010 г. - Чемпион России по ШКМГ, класс STK 600
- 2010 г. - 3 место, IV этап, класс SSP, Чемпионат России по ШКМГ
- 2011 г. - участник R6 Yamaha Cup (Италия)
- 2012 г. - участник CIV, класс Supersport
- 2012 г. - Чемпионат Мира по Супербаку, класс Supersport, Портимао (Wild Card)
- 2012 г. - 3 место в европейском кубке Coppa Dei Due Paesi

### Давид Леонов
Пилот команды в 2012 г.
- 2012 г. - участник R6 Yamaha Cup (Италия)
- 2012 г. - участник европейского кубка Coppa Dei Due Paesi

### Надежда Яхнич
Пилот команды в 2007-2012 гг.
- 2011-2012 гг. - участница европейского кубка Coppa dei Due Paesi
- 2010 г. - серебряный призер, класс STK women, Кубок МФР по ШКМГ
- 2010 г. - 4 место, класс STK 600, Кубка МФР по ШКМГ
- 2010 г. - 33 место, класс Base 600, Trofeo Italiano Amatori
- 2010 г. - 2 место, Чемпионат Италии среди женщин
- 2009 г. - 4 место,  класс STK women, Кубок МФР по ШКМГ
- 2009 г. - 13 место, Чемпионат Италии среди женщин
- 2009 г. - 4 место, категория "New Entry", Чемпионат Италии
- 2008 г. - Серебряный призер, класс STK women, Кубок России по ШКМГ
- 2008 г. - 18 место, Чемпионат Европы среди женщин по ШКМГ
- 2007 г. - Бронзовый призер, класс STK women, Кубок России по ШКМГ

### Наталия Любимова
Пилот команды в 2007- 2012 гг.
- 2011-2012 гг. - участница европейского кубка Coppa dei Due Paesi
- 2010 г. - 6 место, класс STK women, Кубок МФР по ШКМГ
- 2010 г. - 4 место, класс "Over 35", Trofeo Italiano Amatori
- 2010 г. - 21 место, класс Base 600, Trofeo Italiano Amatori
- 2009 г. - 1 место, класс STK women, Кубок России по ШКМГ
- 2009 г. - 9 место, Чемпионат Италии среди женщин
- 2009 г. - 2 место, категория New Entry, Чемпионат Италии
- 2008 г. - 10 место, класс STK women, Кубок России по ШКМГ
- 2007 г. - 2 место, класс STK women, Кубок России по ШКМГ
- 2005 г. - 3 место в BPS-CUP

### Ника Клецки
Пилот команды в 2010 г.
- 2010 г. - Чемпионка России по минимото в женском зачете
- 2010 г. - Серебряный призер Кубка России по минимото в общем зачете
- 2010 г. - 2 место в командной Гонке Чемпионов по минимото
- 2010 г. - Бронзовый призер этапа Чемпионата Финляндии по минимото в генеральной классификации

## Техника
Команда Yakhnich Motorsport выступает на мотоциклах японского производителя Yamaha. С 2013 года российский гоночный коллектив получил поддержку Yamaha Europe.